# Fagara (film)
Pour plus de détails, voir Fiche technique et Distribution.
Fagara (花椒之味, Re xue he chang tuan, litt. « Le Goût du poivre » ou « La Saveur du poivre ») est un film dramatique hongkongais écrit et réalisé par Heiward Mak (en) et sorti en 2019 à Hong Kong. C'est l'adaptation d'un roman de Amy Cheung (en).

## Synopsis
Xia Rushu (Sammi Cheng), qui envisage de créer une agence de voyages, apprend soudainement la mort de son père (Kenny Bee) et découvre qu'elle a une demi-sœur à Taipei (Megan Lai (en)) et une autre à Chongqing (Li Xiaofeng). Les trois sœurs de trois régions différentes et de personnalités différentes se rencontrent pour la première fois à l'enterrement du père. Elles ont toutes été blessées par la séparation de leurs parents et vont apprendre à se connaître.

## Fiche technique
- Titre original : 花椒之味
- Titre international : Fagara
- Réalisation : Heiward Mak (en)
- Scénario : Heiward Mak (en)
- Musique : Yusuke Hatano (en)
- Production : Ann Hui et Zhu Jiayu
- Société de production : Media Asia Film (zh) et Emperor Motion Pictures (zh)
- Pays d'origine :  Hong Kong
- Langue originale : cantonais et mandarin
- Format : couleur
- Genre : drame
- Durée : 90 minutes
- Dates de sortie :
  -  Hong Kong : Septembre 2019

## Distribution
- Sammi Cheng : Xia Rushu
- Megan Lai (en) : la demi-sœur de Taipei
- Li Xiaofeng: la demi-sœur de Chongqing
- Richie Ren : un médecin
- Kenny Bee : le père
- Bryant Mak (zh)
- Kaki Sham (zh) : un agent immobilier
- Wu Yanshu (en) : la grand-mère
- Vickey Liu (zh) : la mère
- Wang Shangyu
- Siuyea Lo (zh)
- Andy Lau

## Prix
- Hong Kong Film Awards 2020 : Meilleurs décors[1]